# Boa FM
Boa FM é uma emissora de rádio brasileira sediada em Teresina, capital do estado do Piauí. Opera no dial FM, na frequência 94,1 MHz, e pertence ao Grupo Meio Norte de Comunicação, tendo sua programação voltada para o público jovem.

## História
No início da década de 1980, o Ministério das Comunicações outorga duas concessões de rádio FM para o município de Teresina, que até então contava apenas com emissoras de rádio AM. Em 1981, o jornal O Dia ganhou a outorga dos 96.3 MHz, e em setembro de 1982, foi a vez do jornal O Estado, que já possuía desde aquele ano a Rádio Poty, conseguir a outorga dos 94,1 MHz.

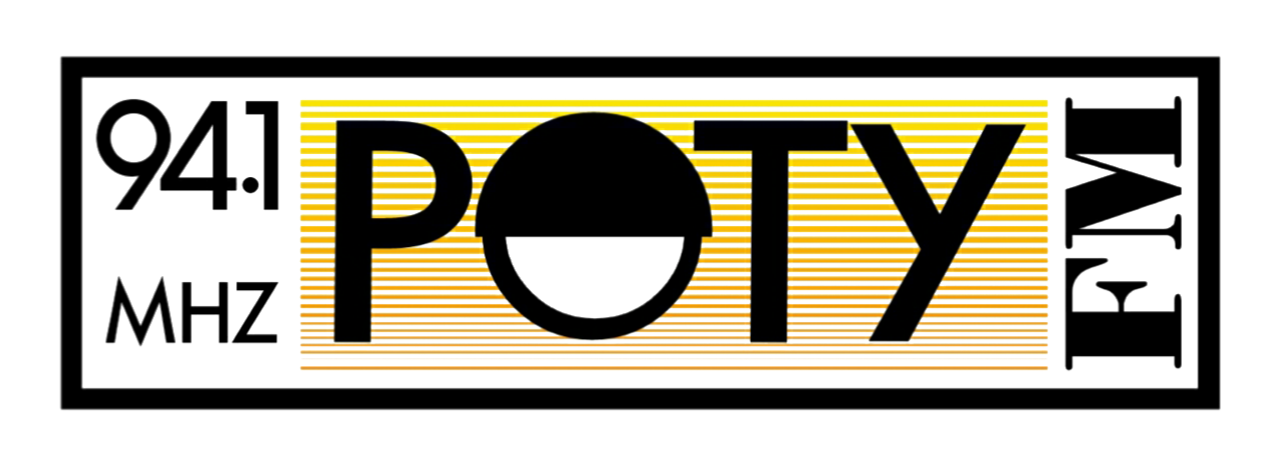
Logotipo da Poty FM entre 1985 e meados dos anos 1990

A Poty FM entrou no ar em 1985, sendo a segunda rádio FM de Teresina, que até então possuía desde 1983 a FM O Dia. Dirigida pelo jornalista Montgomery Holanda, sua programação era eclética, voltada para a música popular e nacional, e dentre os profissionais que participaram do início da emissora, estão nomes como Garelli, Amadeu Campos, Gil Balla, Tony Trindade, Nilton Serra, Willian Tito, entre outros.
No início da década de 1990, as empresas vinculadas ao jornal O Estado passavam por problemas financeiros que tiveram início com a morte do seu antigo proprietário, Hélder Feitosa, assassinado em 1987, o que afetou diretamente a Poty FM e causou também o encerramento das atividades da sua coirmã Rádio Poty, em 1992.
Em junho de 1994, o espólio pertencente aos familiares e à viúva de Feitosa, Teresinha Cavalcante, foi arrendado pelo empresário Paulo Guimarães, que controlava dentre outras empresas, a TV Timon (atual TV Meio) e as rádios Mirante AM (depois transformada em Rádio Meio Norte, extinta) e Mirante FM (hoje Meio Norte FM), todas baseadas em Timon, Maranhão. Sob a nova gestão, a Poty FM mudou de nome e passou a se chamar 94 FM.
Com a mudança dos seus veículos para Teresina, a 94 FM e o jornal O Estado (rebatizado como Meio Norte) foram definitivamente comprados por Guimarães no fim de 1994, e a partir do ano seguinte, passaram a integrar o Grupo Meio Norte de Comunicação. A emissora então mudou-se da antiga sede de O Estado no bairro Aeroporto, e passou a funcionar junto aos veículos do grupo no Monte Castelo.
Ainda em 1995, a 94 FM tornou-se afiliada à recém-formada Jovem Pan FM, passando a se chamar Jovem Pan FM Teresina. A emissora então deixa de ter uma programação popular e passa a focar no público jovem, tocando músicas do gênero pop e rock. A afiliação durou até 1998, quando o Grupo Meio Norte lançou a Rede Brasil Sat, cuja proposta era de uma rede nacional de rádios mesclando música e jornalismo. Nessa época, foram destaques da programação locutores como Robert Veloso e Paulinho Brasil.
A Rede Brasil Sat chegou a ganhar algumas afiliadas na região Nordeste, como a Casablanca FM de Fortaleza, Ceará, que ficou na rede durante todo o seu período de existência, e também chegou a ser retransmitida durante a ausência da CNT nas retransmissoras da TV Meio Norte em São Luís e Fortaleza, que ocorreu no ano de 1999. Porém, em razão dos baixos índices de audiência em Teresina, a Rede Brasil Sat foi extinta em 2001. O Grupo Meio Norte então arrendou os 94,1 MHz para a Igreja Universal do Reino de Deus, e a emissora passou a veicular a programação da Rede Aleluia.
Cerca de 11 anos depois, em janeiro de 2012, surgem informações de que a Rede Aleluia estaria prestes a arrendar a programação da então Jovem Pan FM Teresina, controlada pelo Grupo JET nos 94,9 MHz, o que se concretizou em 15 de março. Após o fim do arrendamento, o Grupo Meio Norte lançou em caráter experimental a Boa FM, retomando a programação voltada o público jovem que a rádio possuiu entre 1995 e 1998, executando sobretudo música eletrônica, pop e rock. A programação definitiva entrou no ar algumas semanas depois, tendo a frente locutores como Cinthia Lages, Arimateia Carvalho, Ítalo John, Erick Paulo, Danielle Oliveira, André Moura e Stefhânia Fernandes.